# Videojuego cooperativo

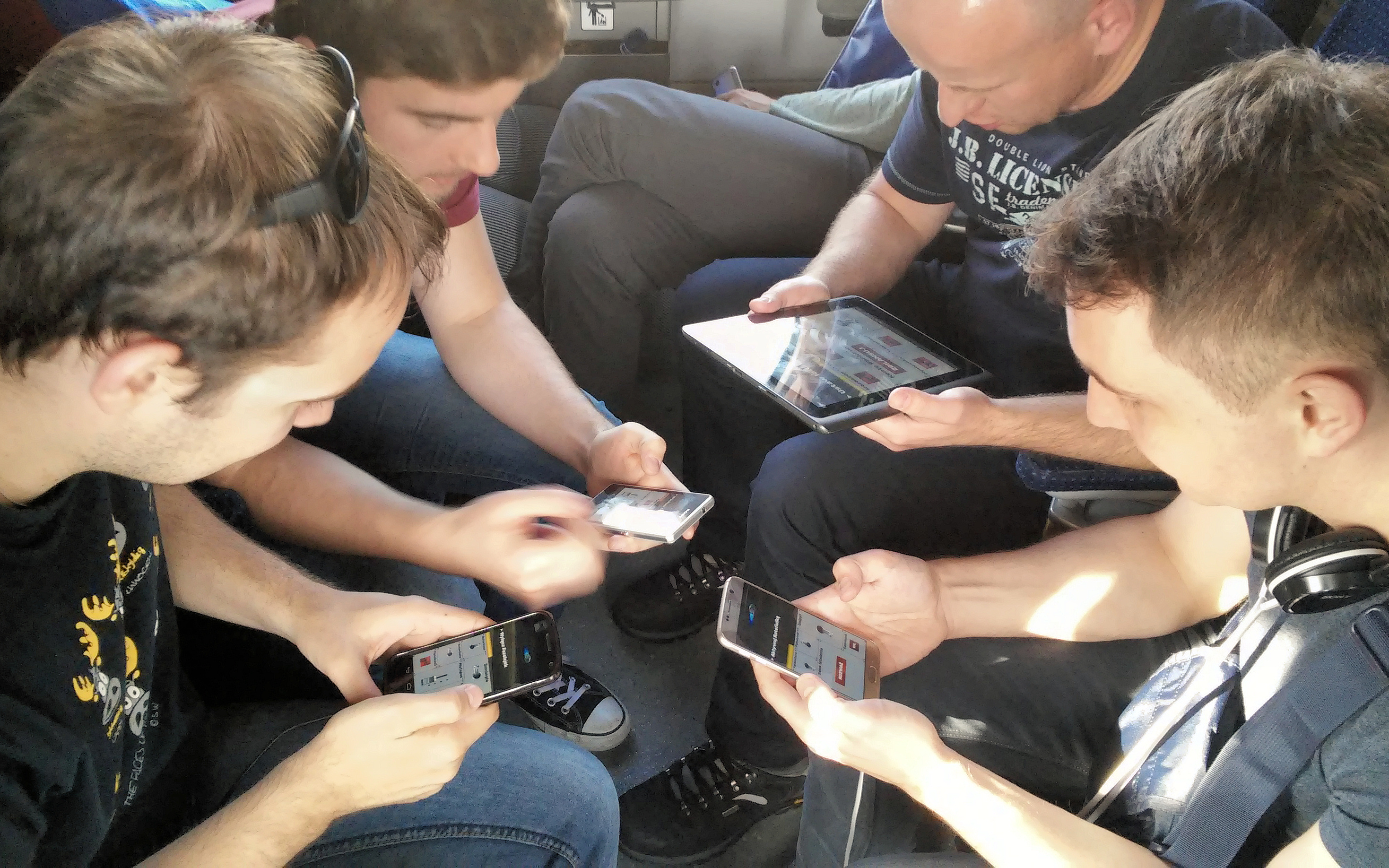
4 individuos jugando juntos.

Un videojuego cooperativo es un tipo de videojuego que permite a los jugadores trabajar juntos en equipo para lograr un objetivo en común, en ausencia de competidores controlados por otro jugador. Usualmente son construidos como modificación de un videojuego para un único jugador, permitiéndose la posibilidad de soportar uno o más jugadores adicionales.
En comparación con los videojuegos competitivos multijugador, los videojuegos cooperativos han ido ganando popularidad a través de los años.
Algunos de estos juegos serían: Mario Bros o Pummel Party.